# Mary Louise Wilson
Mary Louise Wilson (* 12. November 1931 in New Haven, Connecticut) ist eine US-amerikanische Schauspielerin. Bekanntheit erlangte sie durch ihre Auftritte am Broadway sowie durch zahlreiche Nebenrollen in bekannten Filmen und Fernsehserien seit den 1970er Jahren.

## Leben
Wilson wurde 1931 in New Haven geboren und wuchs in New Orleans auf. Sie begann ihre Schauspielkarriere 1963 am Broadway in New York mit einer Rolle im kurzlebigen Musical Hot Spot. 1968 war Wilson Teil der Besetzung bei der Premiere des Musicals Promises, Promises. Zu ihren weiteren Auftritten am Broadway gehörten Rollen in Gypsy, The Importance of Being Earnest und Cabaret. 2007 gewann Wilson für ihre Darbietung in Grey Gardens den Tony Award als beste Nebendarstellerin in einem Musical, nachdem sie bereits 1998 durch ihren Auftritt als Fräulein Schneider in Cabaret für diese Auszeichnung nominiert gewesen war. Ihren bislang letzten Bühnenauftritt hatte sie 2015 in On the Twentieth Century.
1971 gab Wilson ihr Filmdebüt als Sekretärin in Klute. Ihre erste größere Filmrolle spielte sie 1983 als Ruth Zelig in Woody Allens Zelig. In den folgenden Jahren war Wilson in mehreren Nebenrollen zu sehen, darunter 1989 als Dory Goldmann im Horrorfilm Friedhof der Kuscheltiere sowie 1990 als Jean in Everybody Wins. 2013 spielte sie die Rolle der Tante Martha im oscarnominierten Drama Nebraska.
Neben ihrer Bühnen- und Filmkarriere tritt Wilson seit 1975 auch in Fernsehserien auf. So war sie 1976 bis 1977 als Ginny Wroblicki in insgesamt vierzehn Folgen der Sitcom One Day at a Time. Weitere Auftritte hatte sie in Maude, Lou Grant, Cosby und Frasier. 2000 trat Wilson als Catharine Romano in einer Folge von Die Sopranos auf. 2016 und 2019 war sie als Millie in jeweils einer Folge der Netflix-Webserie Orange Is the New Black zu sehen.
Mary Louise Wilson ist bis heute als Schauspielerin aktiv. Sie war mit dem Schauspieler Albert Cibelli verheiratet, die Ehe wurde nach drei Jahren geschieden.

## Filmografie (Auswahl)

### Filme
- 1971: Klute
- 1971: Nach Hause (Going Home)
- 1978: König der Zigeuner (King of the Gypsies)
- 1982: Das schönste Freudenhaus in Texas (The Best Little Whorehouse in Texas)
- 1983: Zelig
- 1984: Die Aufsässigen (Teachers)
- 1986: Geschenkt ist noch zu teuer (The Money Pit)
- 1989: Friedhof der Kuscheltiere (Pet Sematary)
- 1989: Die Teufelin (She-Devil)
- 1990: Everybody Wins
- 1990: Green Card – Schein-Ehe mit Hindernissen (Green Card)
- 1993: Mr. Wonderful
- 1993: Die Abenteuer von Huck Finn (The Adventures of Huck Finn)
- 1998: Seite an Seite (Stepmom)
- 1999: Wenn nicht ein Wunder geschieht (A Season for Miracles; Fernsehfilm)
- 2013: Nebraska
- 2018: Ocean’s 8

### Fernsehserien
Soweit nicht anders erwähnt jeweils eine Folge
- 1976–1977: One Day at a Time (14 Folgen)
- 1978: Maude
- 1982: Lou Grant
- 1998/1999: All My Children (zwei Folgen)
- 1999: Cosby
- 2000: Frasier
- 2000: Die Sopranos (The Sopranos)
- 2010: Louie
- 2012: Nurse Jackie
- 2014–2018: Mozart in the Jungle (vier Folgen)
- 2016/2019: Orange Is the New Black (Webserie, zwei Folgen)
- 2018: Modern Family
- 2019: Stadtgeschichten (Miniserie)